# Jeanne Humbert
Jeanne Humbert, pour l'état civil Henriette Jeanne Rigaudin, née le 24 janvier 1890 à Romans-sur-Isère (Drôme) et morte le 1er août 1986 à Paris, est une écrivaine, journaliste et militante pacifiste et libertaire française. Appartenant au mouvement néo-malthusien, elle a milité pour la liberté sexuelle, ainsi que pour la liberté de la contraception et de l'avortement.

## Biographie
Jeunesse
En 1901, sa mère, Aline Rigaudin, quitte Romans pour Tours avec le militant anarchiste Auguste Delalé. Jeanne fréquente alors des figures anarchistes telles que Laurent Tailhade et Jean Marestan. Elle passe le certificat d'études primaires.
En 1903, la famille part à Paris, où Jeanne devient l'élève d'Eugène Vigo, dit Miguel Almereyda (père de Jean Vigo, né en 1905, qui doit son prénom à Jeanne Rigaudin, sa marraine laïque). Eugène Vigo lui apprend la sténographie.
Eugène Humbert
Dans le cercle des connaissances d'Eugène Vigo, se trouve Eugène Humbert (1870-1944) ; en 1909, il demande à Jeanne Rigaudin de venir au secrétariat de son journal Génération consciente. Devenue sa compagne, elle en a une fille en 1913.
Elle collabore ensuite à La Grande Réforme, autre journal créé par Humbert. Comme son mari, elle est condamnée à plusieurs reprises à des peines de prison, en particulier pour ses propos et ses actions en faveur de l'avortement, interdit en France depuis la loi du 31 juillet 1920. 
C'est pour infractions à cette loi nouvelle qu'intervient son arrestation le 21 juin 1921. Malgré son moyen de défense : « Je n'ai fait qu'apprendre aux pauvres les procédés qu'emploient les riches pour limiter leur progéniture », elle est incarcérée à la prison pour femmes de Saint-Lazare à Paris, qu'elle qualifie de « pourrissoir », jusqu'au 30 juillet 1922. Elle obtient d'accomplir le reste de sa peine à la prison de Fresnes, en région parisienne, où le silence total était pourtant exigé des détenues, jusqu'à sa libération conditionnelle le 14 octobre 1922.
Le couple se marie en 1924, afin de faciliter leurs relations en cas d'emprisonnement.
À leur sortie de prison en 1924, ils font la connaissance de Marcel Kienné de Mongeot, théoricien et praticien du naturisme. Eugène Humbert s'occupe alors de la revue Vivre tandis que Jeanne écrit son roman En pleine vie, où elle exalte le nudisme tout en développant des thèses néo-malthusiennes.
Dans les années 1930, elle parcourt la France pour y donner plus d’une centaine de conférences en faveur du contrôle des naissances et du pacifisme.
En 1939, ils s'installent près de Lisieux (Calvados). Emprisonné pour propagande anticonceptionnelle, Eugène Humbert meurt en 1944 au cours d'un bombardement, alors qu'il se trouve à l'hôpital d'Amiens.
L'après-guerre
En 1946, Jeanne Humbert crée l'Association des amis d'Eugène Humbert.
En 1951, elle participe aux côtés de Félicien Challaye et Émile Bauchet à la fondation du Comité national de résistance à la guerre et à l'oppression (le CNRGO, qui devient l'Union pacifiste de France en 1961).
En 1974, elle rejoint May Picqueray qui fonde Le Réfractaire.
En 1981, Bernard Baissat réalise un film documentaire sur sa vie, intitulé Écoutez Jeanne Humbert (voir en ligne].

## Publications
- En pleine vie, 1930, [lire en ligne].
- Le Pourrissoir, 1932, paru initialement sous forme de feuilletons dans Police magazine
- Sous la Cagoule, 1933, paru initialement sous forme de feuilletons dans Police magazine
- Contre la guerre qui vient, Éditions de la Ligue internationale des combattants de la paix, 1933
- Eugène Humbert : la vie et l’œuvre d’un néo-malthusien, Éditions de la Grande Réforme, 1947
- Gabriel Giroud : Georges Hardy, disciple et continuateur de Paul Robin, Éditions de La Grande Réforme, 1948
- Sébastien Faure : l’homme, l’apôtre, une époque, Éditions du Libertaire, 1949
- Les Problèmes du couple, 1970
- « Deux grandes figures du mouvement pacifiste et néo-malthusien : Eugène Humbert et Sébastien Faure », numéro spécial de La Voie de la Paix, 1970
- Elle contribue à l'Encyclopédie anarchiste, initiée par Sébastien Faure, publiée en quatre volumes, entre 1925 et 1934[4]